# Phil Dent
Phil Dent (Sídney, Australia, 14 de febrero de 1950) es un exjugador de tenis australiano que se destacó en los años 1970. Su logro más recordado fue haber alcanzado la final del Abierto de Australia de 1974, perdiendo el partido decisivo ante el estadounidense Jimmy Connors, en el que fue el primero de los 7 títulos de Grand Slam que lograría este último.
Dent se destacó más como jugador de dobles. En 1974 se consagró campeón de esa especialidad en el Abierto de Australia junto a su compatriota John Alexander y además fue finalista de esa especialidad en otros 5 torneos de Grand Slam.
Su juego se basaba en su gran servicio y su juego de saque y red, que lo hacían un especialista en canchas rápidas, destacándose en los torneos sobre césped.
Representó a Australia en Copa Davis entre 1969 y 1982. Fue activo participante en la conquista de la Copa en 1977 ganando todos los partidos de dobles rumbo al título, incluida la final ante Italia, todos junto a Alexander. En 1979 se consagró campeón en la Copa del Mundo por Equipos.
Además de la final en el Abierto Australiano, Dent alcanzó las semifinales del Roland Garros en 1977 (perdió ante Brian Gottfried después de victorias en 5 sets ante Nikola Pilić, John McEnroe y José Higueras) y cuartos de final en Wimbledon ese mismo año (pierde en 5 sets ante John McEnroe). En 1968 se consagró campeón júnior del Abierto de Australia y del Abierto de Francia.
Se retiró en 1983 y fijó su residencia en Estados Unidos. Se casó con la también tenista Betty Ann Stuart y su hijo, Taylor Dent, es un tenista profesional de elite que representa a los Estados Unidos. Se convirtieron en el primer dúo padre-hijo en obtener títulos de ATP en la Era Open.

## Torneos de Grand Slam

### Individuales

#### Finalista (1)
| Año  | Torneo               | Oponente en la final | Resultado       |
| ---- | -------------------- | -------------------- | --------------- |
| 1974 | Abierto de Australia | Jimmy Connors        | 5-7 4-6 6-4 3-6 |

### Dobles (1)

#### Títulos
| Año  | Torneo               | Pareja         | Oponentes en la final      | Resultado |
| ---- | -------------------- | -------------- | -------------------------- | --------- |
| 1975 | Abierto de Australia | John Alexander | Bob Carmichael Allan Stone | 6-3 7-6   |

#### Finalista (6)
| Año            | Torneo               | Pareja         | Oponentes en la final        | Resultado              |
| -------------- | -------------------- | -------------- | ---------------------------- | ---------------------- |
| 1970           | Abierto de Australia | John Alexander | Robert Lutz Stan Smith       | 6-8 3-6 4-6            |
| 1973           | Abierto de Australia | John Alexander | Mal Anderson John Newcombe   | 3-6 4-6 6-7            |
| 1975           | Roland Garros        | John Alexander | Brian Gottfried Raúl Ramírez | 2-6 6-2 2-6 4-6        |
| 1977           | Wimbledon            | John Alexander | Geoff Masters Ross Case      | 3-6 4-6 6-3 9-8(4) 6-4 |
| Diciembre 1977 | Abierto de Australia | John Alexander | Ray Ruffels Allan Stone      | 6-7 6-7                |
| 1979           | Roland Garros        | Ross Case      | Gene Mayer Sandy Mayer       | 4-6 4-6 4-6            |

### Dobles Mixto (1)

#### Títulos
| Año  | Torneo  | Pareja           | Oponentes en la final     | Resultado   |
| ---- | ------- | ---------------- | ------------------------- | ----------- |
| 1976 | US Open | Billie Jean King | Betty Stove Frew McMillan | 3-6 6-2 7-5 |

## Torneos ATP (28)

### Individuales (3)

#### Títulos
| Leyenda                |
| Grand Slam (0)         |
| Tennis Masters Cup (0) |
| ATP Tour (3)           |

| N.º | Fecha                   | Torneo         | Superficie | Oponente en la final | Resultado   |
| --- | ----------------------- | -------------- | ---------- | -------------------- | ----------- |
| 1.  | 18 de enero de 1971     | Sídney         | Dura       | John Alexander       | 6-3 6-4 6-4 |
| 2.  | 9 de octubre de 1979    | Brisbane       | Hierba     | Ross Case            | 7-6 6-2 6-3 |
| 3.  | 17 de diciembre de 1979 | Sydney Outdoor | Hierba     | Hank Pfister         | 6-4 6-4 7-5 |

#### Finalista (6)
- 1974: Abierto de Australia (pierde ante Jimmy Connors)
- 1976: Fort Worth (pierde ante Guillermo Vilas)
- 1976: Brisbane (pierde ante Mark Edmondson)
- 1976: Perth (pierde ante Ray Ruffels)
- 1980: San Juan de Puerto Rico (pierde ante Raúl Ramírez)
- 1980: Brisbane (pierde ante John McEnroe)